# The Hasty Hare
The Hasty Hare és una pel·lícula d'animació dirigida per Chuck Jones protagonitzat pels personatges Bugs Bunny i Marvin el marcià.

## Argument
Una nau extraterrestre aterra Marvin que té per a missió trobar i capturar una criatura terrestre: el seu tinent caní K9 localitza els rastres de Bugs i porta Marvin al cau del conill. Aquest últim els ofereix caramels (creient que és Halloween) i el marcià utilitza el seu desintegrador sobre el cau de Bugs; el conill mira de marxar i es posa una disfressa de cuiner que anuncia la sortida de la nau, després d'haver-hi pujat Marvin; Bugs es fa capturar per aquests últims. A la nau, neutralitza K9, després Marvin fa creure que la nau s'aixafa. Després d'una conducta perillosa que va ser observada per un astrònom que es torna boig, Bugs torna a la Terra.
| Precedit per: Water, Water Every Hare | Curtmetratges de Bugs Bunny 1952 | Succeït per: Oily Hare |